# Macrotyloma maranguense
Macrotyloma maranguense là một loài thực vật có hoa trong họ Đậu. Loài này được (Taub.) Verdc. miêu tả khoa học đầu tiên.